# Frank Mintz
Pour les articles homonymes, voir Mintz.
Frank Mintz, né le 10 mai 1941 à Montpellier, est un écrivain de langues française et espagnole, militant syndicaliste et libertaire de la Confédération nationale du travail-Solidarité ouvrière. Il utilise parfois les pseudonymes Martin Zemliak ou Israël Renov.

## Biographie
Frank Mintz naît à Montpellier de mère auvergnate de Paris, de père apatride (ex citoyen soviétique d'origine juive-allemande et russe). Ses écrits sont liés à l'histoire de l'anarcho-syndicalisme pendant la Révolution sociale espagnole de 1936. Il est aussi traducteur (de l'italien et l'espagnol vers le français) d'œuvres sur ce sujet et a écrit des anthologies sur des figures importantes anarchistes et/ou anarcho-syndicalistes et/ou syndicalistes révolutionnaires, telles que Camillo Berneri ou Errico Malatesta.
Aujourd'hui à la retraite après plus de 34 années d'enseignement comme professeur d'espagnol, il profite de son temps libre pour suivre et participer aux débats et courants anarcho-syndicalistes d'Europe et d'Amérique latine.
D'un point de vue politique, il est proche des orientations syndicalistes révolutionnaires développées par la Sveriges Arbetares Centralorganisation (SAC) en Suède et la Confédération générale du travail en Espagne.

## Publications
- Histoire de la mouvance anarchiste, 1789-2012, Éditions Noir & Rouge, 2013.
- Autogestion et anarcho-syndicalisme (analyse et critiques sur l’Espagne 1931-1990), Paris, éd. CNT-RP, 1999
- Explosions de liberté, Espagne 36 - Hongrie 56, Mauléon, Acratie, 1986,  (ISBN 2-905691-05-0)
- La autogestión en la España revolucionaria, Madrid, La Piqueta, 1977
- L'autogestion dans l'Espagne révolutionnaire, Paris, Bélibaste, 1970, Paris, Maspero, 1976
- Los Amigos de Durruti, los trotsquistas y los sucesos de mayo, en collaboration avec Miguel Peciña, 1978.
- Avec René Berthier, Maurizio Antonioli, Gaetano Manfredonia, Jean-Christophe Angaut, Philippe Pelletier, Philippe Corcuff, Actualité de Bakounine 1814-2014, Éditions du Monde libertaire, 2014,  (ISBN 9782915514568), extraits en ligne.

Anthologies :
- Diego Abad de Santillán - Historia y vigencia de la construcción social de un proyecto libertario (textos y documentación), Barcelone, Anthropos, 1993 [en collaboration avec Antonia Fontanillas]
- Noam Chomsky, Écrits politiques 1977-1983, Mauléon, Acratie, 1984 [sous le pseudonyme de Martin Zemliak]
- Errico Malatesta, Articles politiques, Paris, 10/18, 1979 [pseudonyme d’Israël Renov]
- Pierre Kropotkine, Œuvres, Paris, Maspero, 1976 [sous le pseudonyme de Martin Zemliak]

Articles :
- Trois jours qui ébranlèrent le monde (Martin Zemliak), 8 mai 2005, IRL no 89, (p. 8-10)
- Kropotkine, Pierre - Paroles d’un révolté : 1885, préface par Frank Mintz, 2002, Recueil d’articles parus dans Le Révolté (1880-1882), Bibliogr. Impr. Firmin-Didot (Mesnil-sur-l’Estrée),  (ISBN 2-912339-17-0)
- De l’Histoire du mouvement ouvrier révolutionnaire : actes du colloque international « Pour un autre futur », CNT-RP : Nautilus, 2001 – 302 p.,  (ISBN 2-84603-011-1)
- Quand l’Espagne révolutionnaire vivait en anarchie par Frédéric Goldbronn et Frank Mintz, Le Monde diplomatique, décembre 2000 (p. 26-27)
- À propos de deux camarades, janvier 2000, dans Increvables anarchistes, 7 : histoire(s) de l’anarchisme, des anarchistes, et de leur foutues idées au fil de 150 ans du Libertaire et du Monde libertaire : volume sept, 1939-1945, de la résistance anti-fasciste aux luttes anti-coloniales,  (ISBN 2-903013-66-7)
- Dictature jacobine et dictature révolutionnaire : le cas Lénine, dans Les Anarchistes et la Révolution française, Paris : Monde libertaire, 1990, 314 p,  (ISBN 2-903013-16-0)
- Note sur les volontaires étrangers pendant la guerre d’Espagne (Martin Zemliak), La Rue, no 37, 2e trimestre 1986 (p. 33-40)
- À propos de démocratie (Martin Zemliak), Iztok, no 6, mars 1983
- Les langues et la communication (sous le pseud. de Martin Zemliak, La Lanterne noire, No 11, juillet 1978) .
- Avec Frédéric Goldbronn, Quand l’Espagne révolutionnaire vivait en anarchie, Le Monde diplomatique, décembre 2000, [lire en ligne].

Traductions :
- Argentine, généalogie de la révolte : la société en mouvement (Genealogía de la revuelta : Argentina, la sociedad en movimiento), La Plata 2003, Letra libre, par Zibechi Raúl, traduit par  Maria-Esther Tello et Frank Mintz, Paris : CNT-RP, 2004 [oct.] - 379 p.,  (ISBN 2-915731-02-0)
- Enseignement de la Révolution espagnole (Lessons of the Spanish revolution (1953)), Vernon Richards, : Acratie, 1997 - 221 p.,  (ISBN 2-909899-09-8)